# Особняк Харитоненко
Особняк Харитоненко — здание в Москве, внутри Садового кольца, по адресу Софийская набережная, дом 14. Объект культурного наследия регионального значения.

## История
Софийская набережная, дом № 14/12, стр. 1-4,  — городская усадьба «сахарного короля» П. И. Харитоненко. Главный дом построен в 1891—1893 годах по проекту архитектора В. Г. Залесского, интерьеры — 1911, архитектор Ф. О. Шехтель, художник Ф. Фламенг.
Здесь находилась коллекция живописи, собранная Харитоненко. После революции дом отошёл наркомату иностранных дел. Вначале здесь находилась единственная иностранная миссия в «красной» РСФСР — Датского красного креста, затем — останавливались такие видные иностранные гости, как Арманд Хаммер и Герберт Уэллс.

Особняк для гостей правительства, где мы жили вместе с г. Вандерлипом и предприимчивым английским скульптором, каким-то образом попавшим в Москву, чтобы лепить бюсты Ленина и Троцкого, — большое, хорошо обставленное здание на Софийской набережной, расположенное напротив высокой кремлёвской стены…— Герберт Уэллс, «Россия во мгле»
Начиная с 1929 года в здании располагается резиденция посла Великобритании. Находится на реконструкции.

## Архитектура
Стиль: ренессансно-барочный. 
Строгий и в то же время нарядный фасад дома отделан рустом, окна оформлены классическими наличниками, замковые камни над окнами первого этажа украшены маскаронами. Центральная часть здания выделена ризалитом с балконом второго этажа, который покоится на четырех тосканских колоннах. Здесь находится вход в особняк, к которому ведут два изгибающихся пандуса.
Для оформления интерьеров дома П.И. Харитоненко пригласил молодого архитектора Федора Осиповича Шехтеля – это была одна из первых самостоятельных работ будущего мастера. Богато отделанные интерьеры главного дома, которые сохранились до наших дней практически в неизменном виде, были оформлены в разных стилях. Все помещения первого этажа (столовая, гостиная, кабинет с библиотекой), а также вестибюль, парадная лестница и две гостиных второго этажа выполнены в излюбленном тогда Шехтелем «готическом» стиле. Большой парадный зал на втором этаже отделан в классическом стиле с изящной позолоченной лепниной и наборным паркетом. Соседний рокайльный зал украшен потолочной росписью в стиле XVIII века, её автор – известный французский художник Франсуа Фламенг.
- Особняк на реставрации
- Особняк в лесах
- Табличка с именем владельца
- Табличка с дореволюционным адресом